# 俵屋宗雪
俵屋 宗雪（たわらや そうせつ、生没年不詳）は、江戸時代初期の琳派の絵師。

## 略伝
俵屋宗達の後継者で、その弟とも弟子とも言われるが定かでない。宗達存命中は、工房を代表する画工の一人だったと考えられる。宗達没後は、工房印「伊年」を継承し自作に用たため、宗達と混同される場合が多い。
寛永16年（1639年）養寿寺の杉戸絵8枚の内4枚を描く。寛永19年（1642年）ごろ法橋となり、同年加賀藩3代藩主前田利常の命で、利常の四女・富姫が八条宮智忠親王に嫁いだ際、八条殿内に御内儀御殿を造営し、その化粧之間、客之間の襖絵を描く（「今枝民部留書之内」成巽閣蔵）。寛永20年（1643年）から正保初め頃に金沢に下り、前田家の御用絵師となる。慶安3年（1650年）には狩野探幽と共に、前田利治の江戸屋敷に草花図を描いている。
工房は喜多川相説が継いだと見られる。金沢地方には宗雪の後継者が制作した多くの伊年印草花図屏風が残されており、その伝統は江戸時代末頃まで続いた。金沢地方では、嫁入り道具に「たわらやの草花図屏風」を持参すると言われるほど、多くの人々に愛好された。

## 代表作
- 籬菊図 （京都国立博物館） 紙本金地著色 六曲一双 重要美術品
- 龍虎図屏風 （東京国立博物館） 紙本墨画 六曲一双
- 秋草図屏風 （東京国立博物館） 紙本金地著色 六曲一双 「宗雪法橋」落款「伊年」朱文円印 重要文化財
- 萩に兎図 （石川県立美術館） 紙本金地著色 六曲一隻 「宗雪法橋」落款「伊年」朱文円印
- 群鶴図屏風 （個人蔵） 紙本金地著色 六曲一双 石川県指定文化財

## 参考資料
- 西本周子「宗雪と相説-宗達派草花図の系譜(1)」『東京家政学院大学紀要 人文・社会科学系』第41号、東京家政学院大学、2001年、横55-68、ISSN 13441906、NAID 110000983425。

展覧会図録
- サントリー美術館編集・発行 『加賀・能登の画家たち ─等伯・守景・宗雪─』、1992年
- NHKほか編集、嶋崎丞（石川県立美術館館長）監修 『「利家とまつ 加賀百万石物語」展 〜前田家と加賀文化〜』、2002年